# Зібрання шизофреній
Зібрання шизофренії (англ. The Collected Schizophrenias) — збірка есеїв Есме Вейджун Ван, видана у 2019 році. Опублікована видавництвом «Graywolf Press», ця книга отримала премію «Graywolf Press Nonfiction Prize», а також нагороду «Whiting Award for Nonfiction» (укр. Премія Вайтінґа за нехудожню літературу).

## Історія
Ван є авторкою роману 2013 року Межа раю, сімейної історії кількох поколінь іммігрантів, які мають справу з психічними захворюваннями. У розмові з The Paris Review вона розповіла про те, як використовує свій власний досвід життя з психічними захворюваннями у художній літературі: "Я написала Межу раю з наміром описати психоз, галюцинації тощо у дуже вісцеральний спосіб, якого я раніше не бачила".
В інтерв'ю «Ґардіан» Ван запитали, що змусило її почати писати книгу. Вона відповіла: "Я ніколи не планувала писати нехудожню книгу — я маю ступінь магістра з художньої літератури. Я чекала, чи продасться мій перший роман, і в цей час переживала важкий епізод психозу. Щоб впоратися з ним, я почала писати про нього, і так з'явився есей «Дні загибелі». Після того, як цей епізод закінчився, я відшліфувала есе і врешті-решт знайшла для нього місце на сайті «Тост». Він став досить популярним, і я отримала багато листів і добрих коментарів. Я почала писати більше есе. Це перетворилося на те, що зараз є цією книгою".
Вона розповіла, що її надихнув мемуар Полуденний демон Ендрю Соломона, а також альбом Ultraviolence Лани Дель Рей (зрештою, вона включила Дель Рей у «список подяки»).

## Зміст
- «Diagnosis» (укр. «Діагноз»)
- «Toward a Pathology of the Possessed» (укр. «На шляху до патології одержимих»)
- «High-Functioning» (укр. «Високофункціонання»)
- «Yale Will Not Save You» (укр. «Єль не врятує вас»)
- «The Choice of Children» (укр. «Вибір дітей»)
- «On the Ward» (укр. «В ув'язненні»)
- «The Slender Man, the Nothing, and Me» (укр. «Стрункий чоловік, ніщо і я»)
- «Reality, On-Screen» (укр. «Реальність, на екрані»)
- «John Doe, Psychosis» (укр. «Джон Доу, психоз»)
- «Perdition Days» (укр. «Дні загибелі», оригінально опублікований у «The Toast»[en])[6]
- «L'Appel du Vide» (укр. «Поклик порожнечі», початкова версія була опублікована у «Hazlitt»)[7]
- «Chimayo» (укр. «Чімао»)
- «Beyond the Hedge» (укр. «За живоплотом»)

## Вплив та відгуки
«Лос-Анджелес Таймс» написали: "Есеї надзвичайно розумні, часто несподівано смішні, спекулючі, безстрашні та незрівнянні, адже Ван складає блискучу компанію у 13 важких прогулянках майже незвіданою територією". Los Angeles Review of Books так само хвалив: "Зібрання шизофреній є необхідним доповненням до відносно невеликого масиву літератури, але її також, просто кажучи, дуже приємно читати. Проза настільки прекрасна, а спогади та описи настільки яскраві, що навіть якби книга не стосувалася здебільшого маловивченого стану, її можна було б легко рекомендувати. Есме Вейджун Ван готова стати великою письменницею, і це її історія походження".
У рецензії в «Нью-Йоркер» написано: "Я часто думала про те, яких зусиль коштувало Ван її написання, фізично і морально, і про те, якої хоробрості їй це коштувало".
Рейчел Комб, пишучи в «Нью-Йорк таймс», була більш критичною: "Хоча читач, можливо, не стане більш довірливим до точки зору Ван після прочитання цих есеїв, він, безумовно, стане більш схильним ставити під сумнів свою власну".